# Bagewadi, Belgaum
Bagewadi là một làng thuộc tehsil Belgaum, huyện Belgaum, bang Karnataka, Ấn Độ.